# Hospital Santo Tomás
El Hospital Santo Tomás (HST), es un hospital público ubicado en la República de Panamá y su historia se remonta desde 1703. Este hospital es dependiente del Ministerio de Salud.
El Hospital Santo Tomás y sus jardines fueron declarados monumentos históricos nacionales mediante la Ley 26 de 1986.

## Historia

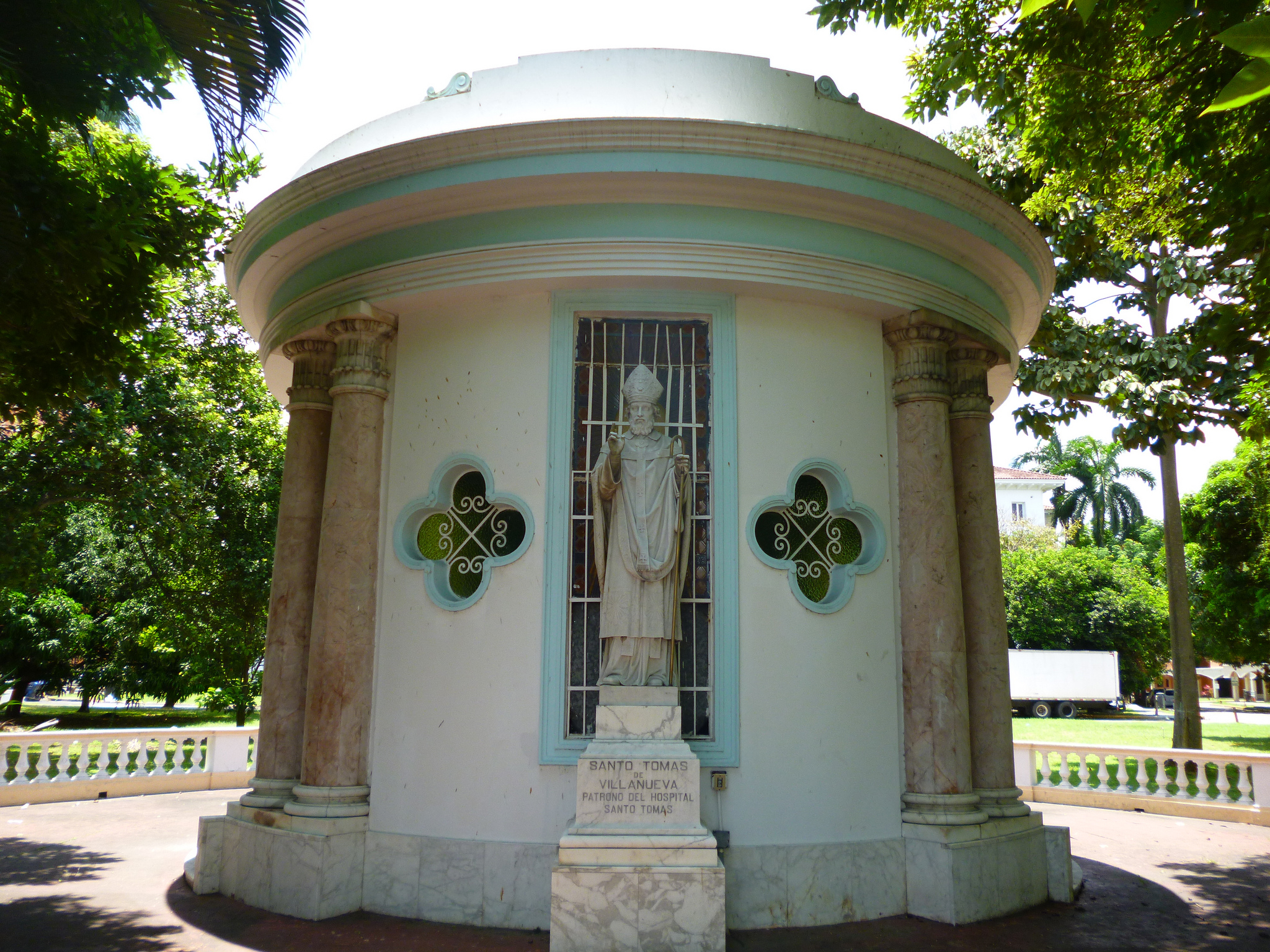
Mausoleo dedicado a Santo Tomás de Villanueva, patrono del Hospital Santo Tomás.

### Primer hospital
La primera mención escrita del hospital se encuentra en una carta del 11 de abril de 1703 escrita por el obispo de Panamá Juan de Argüelles y dirigida al rey Felipe V de España, donde le daba cuenta de una residencia para enfermos desahuciados que fundó y que había estado funcionando desde el día de Santo Tomás de Villanueva, el 22 de septiembre de 1702 para atender a las mujeres pobres que no tenían dónde ir.

### Segundo hospital
En 1819 se inició la construcción de las nuevas instalaciones para reemplazar el viejo hospital. Este nuevo edificio fue construido en Avenida B.  El nuevo hospital inició atendiendo sólo hombres cuando San Juan de Dios, el hospital para hombres, fue cerrado por el gobierno de aquella época.

### Tercer hospital

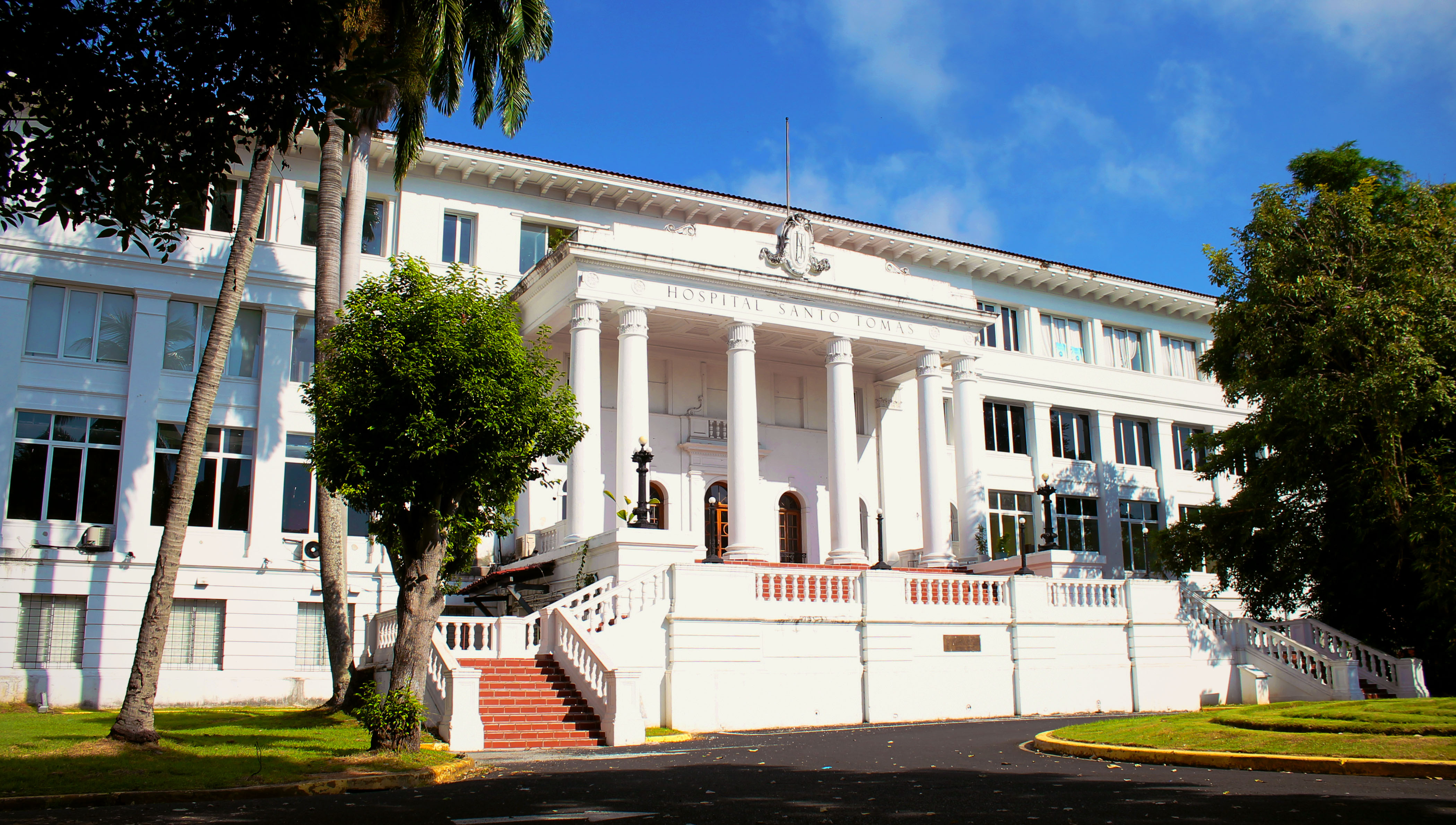
Fachada original del Hospital Santo Tomás y sus jardines.

El 1 de septiembre de 1924, se inauguró un nuevo conjunto de edificios fue construido en la ubicación actual, en la Avenida Balboa, el diseño fue realizado por el arquitecto estadounidense James Cady Wright, bajo la administración del Presidente Belisario Porras, quien quería ofrecer al país un hospital nuevo y moderno. El hospital fue construido en  5 hectáreas de las cuales 3 son edificios, calles, aceras y estacionamientos y 2 hectáreas eran jardines. la compañía Westinghouse instaló sus primeros equipos patentados de Rayos X y cuatro salas de Electromedicina y Electroterapia, siendo uno de los primeros hospitales en Centroamérica con estas tecnologías en la segunda década del siglo XX.  La oposición política del Presidente Porras crítico el proyecto, llamándolo el exagerado "ELEFANTE BLANCO", ya que opinaban que era muy grande para un país tan pequeño. El tiempo defendió al presidente Porras,  20 años después,  cuando se encontraba en sus últimos días, la población panameña se triplicó y no pudo encontrar cama en este hospital, por lo tanto tuvo que asistir a un hospital privado donde murió a los 85 años en agosto de 1942. El hospital que las personas decían que era una exageración para el país pequeño, no pudo manejar la demanda en la segunda mitad del siglo, teniendo que evolucionar y segmentarse a otros hopsitales satélites. Aún hoy en día, el HST es algunas veces llamado el elefante blanco, pero ya nunca más de forma despectiva.
Además, las antiguas salas del HST evolucionaron para convertirse en hospitales independientes, la sala pediátrica se convirtió en el Hospital del Niño Dr. José Renán Esquivel y la sala oncológica se convirtió en el Instituto Oncológico Nacional.  Como resultado, el HST se ocupa de las personas con 15 años y más, y refiere a los pacientes de cáncer al Instituto Oncológico Nacional.

### Cuarto hospital
A finales del siglo XX, era obvio que el hospital estaba en la necesidad de una renovación mayor. El nuevo complejo hospitalario fue construido con las normas de construcción de la época, con edificios independientes que albergaba a los residentes, una sala de maternidad, emergencias, administración, ambulatorio, entre otros.
En el 2000 los planes de modernización iniciaron derribando 5 edificios y reemplazándolos por 4 edificios nuevos más grandes para ofrecer los servicios más cerca uno del otro. Algunos edificios fueron evacuados pero se conservaron los de la fachada original y sus jardines por ser considerados monumentos históricos y ser convertidos en un museo u oficinas administrativas para el hospital.

## Hospital de enseñanza
El Hospital Santo Tomás es uno de los más grandes hospitales de enseñanza en el país.  Es considerado como un centro de Trauma Nivel I.
El hospital tiene los siguientes programas de enseñanza:
- Rotaciones médicas para estudiantes de medicina, guiadas por médicos funcionarios y preceptores de cada especialidad.
- Internado Médico, tiene duración de un año y éste consiste en rotaciones tradicionales por las distintas salas del hospital para médicos no idóneos (el internado es requisito para que los graduados de medicina obtengan su idoneidad).
- Residencia médica en las siguientes especialidades: Obstetricia y ginecología, Medicina Interna, Anestesiología, Cirugía general, Cirugía ortopédica, Neurocirugía, Urología, Radiología, Neumología, Patología, Oftalmología, Dermatología, Medicina de emergencia, Cuidados Intensivos y Cirugía Vascular.
- También funciona como centro de enseñanza para los estudiantes de enfermería, los cuales rotan el área médico-quirugica en esta institución.
- Además, los estudiantes de Tecnología médica, Farmacia, nutrición, Enfermería, Fisioterapia, Odontología y técnicos en radiología tienen programas de rotaciones como parte de su educación.

## Especialidades médicas disponibles
| - Cirugía general - Cirugía plástica - Cirugía torácica - Medicina Interna - Gastroenterología - Radiología - Ortopedia y Traumatología - Dermatología - Cirugía cardiovascular - Urología | - Neurocirugía - Otorrinolaringología - Nefrología - Cardiología - Infectología - Obstetricia y ginecología - Endocrinología - Neurología - Oftalmología - Cirugía maxilofacial | - Neumología - Hematología - Psiquiatría - Medicina nuclear - Fisioterapia - Terapia Ocupacional - Anestesiología - Medicina intensiva - Nutrición y Dietética - Urgencias Médico-Quirúrgicas |

## Patronato
En el año 2000 se creó el Patronato del Hospital Santo Tomás como entidad de interés público y social sin fines de lucro cuyo objetivo principal es el de administrar, conservar y proteger las instalaciones del complejo hospitalario Santo Tomás.
La composición del Patronato:
| - Un representante del Club Activo 20-30 de Panamá - Un representante del Club Kiwanis de Panamá - Un representante del Club de Leones de Panamá - Un representante del Club Rotario de Panamá - El Ministro de Salud, y; - Un representante de la asociación de usuarios del Hospital Santo Tomás |